# Endolepiotula ruizlealii
Endolepiotula là một chi nấm trong họ Agaricaceae. Đây là chi đơn loài, chứa một loài Endolepiotula ruizlealii.